# UFC on ESPN: Sandhagen vs. Dillashaw
O UFC on ESPN: Sandhagen vs. Dillashaw (também conhecido como O UFC on ESPN 27 e UFC Vegas 32) foi um evento de artes marciais mistas promovido pelo Ultimate Fighting Championship que aconteceu em 24 de julho de 2021 nas instalações do UFC Apex em Enterprise, Nevada, parte da Área Metropolitana de Las Vegas, Estados Unidos.

## História
Uma luta no peso galo entre T.J. Dillashaw e Cory Sandhagen serviu como luta principal da noite. Eles eram esperados pra se enfrentarem no UFC on ESPN: Rodriguez vs. Waterson, mas a luta foi adiada devido a uma lesão de Dillashaw.
Raphael Assunção e Kyler Phillips eram esperados para de enfrentarem neste evento. Entretanto, Assunção sofreu uma lesão e foi substituído por Raulian Paiva.
Priscila Cachoeira era esperada pra enfrentar Sijara Eubanks neste evento. Entretanto, Eubanks foi escalada para enfrentar Elise Reed.